# الرواية المستحيلة - فسيفساء دمشقية -
الرواية المستحيلة - فسيفساء دمشقية - هو عنوان رواية للكاتبة السورية غادة السمان. تدور أحداث الرواية في مدينة دمشق خلال فترة الخمسينيات والستينيات من القرن العشرين وتتمحور بشكل أساسي حول حياة زين الفتاة التي تحاول إثبات ذاتها أمام تحديات المجتمع بعد أن فقدت والدتها في طفولتها المبكرة.

## فيلم حراس الصمت
تم تصوير الرواية على شكل فيلم بعنوان حراس الصمت من إخراج سمير ذكرى وإنتاج المؤسسة العامة للسينما في سورية وبطولة نجلاء الخمري.